# Саллі Волтон
Саллі Волтон  (англ. Sally Walton; нар. 10 червня 1981) — британська хокеїстка на траві, олімпійська медалістка.

## Виступи на Олімпіадах
| Олімпіада   | Дисципліна     | Місце |
| ----------- | -------------- | ----- |
| Лондон 2012 | хокей на траві | 3     |